# Metropoline
La Metropoline (in ebraico מטרופולין‎?) è un'azienda israeliana che gestisce svariate linee autobus da Be'er Sheva a Tel Aviv e in altre città del distretto Meridionale.
Costituita nel 2000, la società ha vinto nel 2002 l'appalto indetto dal Ministero dei trasporti per gestire rotte interurbane tra Be'er Sheva e Tel Aviv.